# Hermes (vesoljsko plovilo)
Hermes je bil predlagani večkrat uporabljivi raketoplan, ki ga je zasnovala francoska Centre National d'Études Spatiales (CNES) v 1970ih, kasneje pa nadaljnje razvijala Evropska vesoljska agencija. Dizajn je deloma podoben ameriškemu X-20 Dyna-Soar. Hermes bi imel kapaciteto 3 astronavtov in okrog 3 ton tovora, masa raketoplana bi bila okrog 21 ton. Hermesa bi se izstrelilo z raketo Ariane 5. 
Projekt so preklicali leta 1992, ker ni imel dosegel željenih sposobnosti in cene. Tako ni bil zgrajen niti prototip.